# Rallye Dakar 2018
Navigation
Édition précédente Édition suivante
Le Rallye Dakar 2018 est la 40e édition du Rallye Dakar. Célébrant son 40e anniversaire, il se déroule pour la dixième année consécutive en Amérique du Sud. L'épreuve part de Lima, capitale du Pérou et arrive à Cordoba en traversant le Pérou, la Bolivie et l'Argentine.

## Parcours

### Étapes

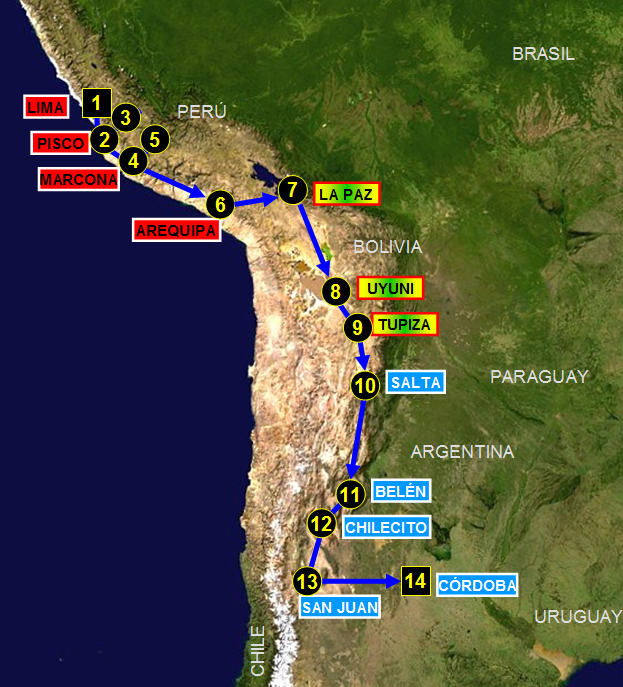
Carte du parcours 2018

Ne sont indiquées que les distances des spéciales chronométrées.
| 1  | sam. 6 janvier  | Lima                | Pisco               | 31 km            | 31 km            |               |               |               |
| 2  | dim. 7 janvier  | Pisco               | Pisco               | 267 km           | 267 km           |               |               |               |
| 3  | lun. 8 janvier  | Pisco               | San Juan de Marcona | 295 km           | 295 km           |               |               |               |
| 4  | mar. 9 janvier  | San Juan de Marcona | San Juan de Marcona | 330 km           | 330 km           |               |               |               |
| 5  | mer. 10 janvier | San Juan de Marcona | Arequipa            | 264 km           | 267 km           |               |               |               |
| 6  | jeu. 11 janvier | Arequipa            | La Paz              | 313 km           | 313 km           |               |               |               |
|    | ven. 12 janvier | La Paz              | Jour de repos       | Jour de repos    | Jour de repos    | Jour de repos | Jour de repos | Jour de repos |
| 7  | sam. 13 janvier | La Paz              | Uyuni               | 425 km           | 425 km           |               |               |               |
| 8  | dim. 14 janvier | Uyuni               | Tupiza              | 498 km           | 498 km           |               |               |               |
| 9  | lun. 15 janvier | Tupiza              | Salta               | 242 km (annulée) | 242 km (annulée) |               |               |               |
| 10 | mar. 16 janvier | Salta               | Belén               | 372 km           | 372 km           |               |               |               |
| 11 | mer. 17 janvier | Belén               | Fiambalá/Chilecito  | 280 km           | 280 km           |               |               |               |
| 12 | jeu. 18 janvier | Fiambalá/Chilecito  | San Juan            | 375 km           | 522 km           |               |               |               |
| 13 | ven. 19 janvier | San Juan            | Cordoba             | 423 km           | 368 km           |               |               |               |
| 14 | sam. 20 janvier | Cordoba             | Cordoba             | 119 km           | 119 km           |               |               |               |

## Participants
| Étape | Motos                                                  | Autos                                                  | Quads                                                  | Camions                                                | SSV                                                    | Total                                                  |
| ----- | ------------------------------------------------------ | ------------------------------------------------------ | ------------------------------------------------------ | ------------------------------------------------------ | ------------------------------------------------------ | ------------------------------------------------------ |
| 1     | 139                                                    | 91                                                     | 49                                                     | 44                                                     | 11                                                     | 334                                                    |
| 2     | 137                                                    | 91                                                     | 49                                                     | 44                                                     | 11                                                     | 331                                                    |
| 3     | 127                                                    | 88                                                     | 48                                                     | 43                                                     | 11                                                     | 317                                                    |
| 4     | 123                                                    | 77                                                     | 45                                                     | 39                                                     | 10                                                     | 294                                                    |
| 5     | 118                                                    | 69                                                     | 44                                                     | 34                                                     | 10                                                     | 275                                                    |
| 6     | 114                                                    | 64                                                     | 43                                                     | 32                                                     | 10                                                     | 263                                                    |
| 7     | 110                                                    | 62                                                     | 41                                                     | 30                                                     | 10                                                     | 253                                                    |
| 8     | 101                                                    | 56                                                     | 38                                                     | 30                                                     | 9                                                      | 234                                                    |
| 9     | Étape annulée en raison des conditions météorologiques | Étape annulée en raison des conditions météorologiques | Étape annulée en raison des conditions météorologiques | Étape annulée en raison des conditions météorologiques | Étape annulée en raison des conditions météorologiques | Étape annulée en raison des conditions météorologiques |
| 10    | 98                                                     | 54                                                     | 36                                                     | 30                                                     | 9                                                      | 227                                                    |
| 11    | 93                                                     | 52                                                     | 34                                                     | 30                                                     | 9                                                      | 218                                                    |
| 12    | Étape annulée                                          | 48                                                     | Étape annulée                                          | 27                                                     | 8                                                      | 83                                                     |
| 13    | 86                                                     | 45                                                     | 32                                                     | 25                                                     | 7                                                      | 195                                                    |
| 14    | 85                                                     | 43                                                     | 32                                                     | 25                                                     | 6                                                      | 191                                                    |
| F     | 85                                                     | 43                                                     | 32                                                     | 25                                                     | 6                                                      | 191                                                    |

## Vainqueurs d'étapes
| Étape | Date            | Départ              | Arrivée             | Moto                                 | Auto                                 | Quad                                 | SSV                                  | Camion                               |
| ----- | --------------- | ------------------- | ------------------- | ------------------------------------ | ------------------------------------ | ------------------------------------ | ------------------------------------ | ------------------------------------ |
| 1     | sam. 6 janvier  | Lima                | Pisco               | Sam Sunderland                       | Nasser Al-Attiyah                    | Ignacio Casale                       | Anibal Aliaga                        | Aleš Loprais                         |
| 2     | dim. 7 janvier  | Pisco               | Pisco               | Joan Barreda                         | Cyril Despres                        | Ignacio Casale                       | Reinaldo Varela                      | Eduard Nikolaev                      |
| 3     | lun. 8 janvier  | Pisco               | San Juan de Marcona | Sam Sunderland                       | Nasser Al-Attiyah                    | Ignacio Casale                       | Juan Carlos Uribe                    | Federico Villagra                    |
| 4     | mar. 9 janvier  | San Juan de Marcona | San Juan de Marcona | Adrien van Beveren                   | Sébastien Loeb                       | Sergei Karyakin                      | Patrice Garrouste                    | Eduard Nikolaev                      |
| 5     | mer. 10 janvier | San Juan de Marcona | Arequipa            | Joan Barreda                         | Stéphane Peterhansel                 | Nicolás Cavigliasso                  | Reinaldo Varela                      | Ayrat Mardeev                        |
| 6     | jeu. 11 janvier | Arequipa            | La Paz              | Antoine Méo                          | Carlos Sainz                         | Jeremías González                    | Patrice Garrouste                    | Federico Villagra                    |
|       | ven. 12 janvier | La Paz              | Jour de repos       | Jour de repos                        | Jour de repos                        | Jour de repos                        | Jour de repos                        | Jour de repos                        |
| 7     | sam. 13 janvier | La Paz              | Uyuni               | Joan Barreda                         | Carlos Sainz                         | Axel Dutrie                          | Reinaldo Varela                      | Ton van Genugten                     |
| 8     | dim. 14 janvier | Uyuni               | Tupiza              | Antoine Méo                          | Stéphane Peterhansel                 | Simon Vitse                          | Reinaldo Varela                      | Dmitry Sotnikov                      |
| 9     | lun. 15 janvier | Tupiza              | Salta               | Annulée (conditions météorologiques) | Annulée (conditions météorologiques) | Annulée (conditions météorologiques) | Annulée (conditions météorologiques) | Annulée (conditions météorologiques) |
| 10    | mar. 16 janvier | Salta               | Belén               | Matthias Walkner                     | Stéphane Peterhansel                 | Sergei Karyakin                      | Patrice Garrouste                    | Ton van Genugten                     |
| 11    | mer. 17 janvier | Belén               | Fiambalá/Chilecito  | Toby Price                           | Bernhard ten Brinke                  | Nicolás Cavigliasso                  | Patrice Garrouste                    | Siarhei Viazovich                    |
| 12    | jeu. 18 janvier | Fiambalá/Chilecito  | San Juan            | Annulée (conditions météorologiques) | Nasser Al-Attiyah                    | Annulée (conditions météorologiques) | Reinaldo Varela                      | Ton van Genugten                     |
| 13    | ven. 19 janvier | San Juan            | Cordoba             | Toby Price                           | Nasser Al-Attiyah                    | Jeremías González                    | Patrice Garrouste                    | Eduard Nikolaev                      |
| 14    | sam. 20 janvier | Cordoba             | Cordoba             | Kevin Benavídes                      | Giniel de Villiers                   | Ignacio Casale                       | Leo Larrauri                         | Ton van Genugten                     |

## Classements finaux

### Motos
| Pos. | Pilote               | Constructeur     | Temps            | Écart            |
| ---- | -------------------- | ---------------- | ---------------- | ---------------- |
| 1    | Matthias Walkner     | KTM              | 43 h 06 min 01 s | —                |
| 2    | Kevin Benavídes      | Honda            | 43 h 22 min 54 s | +16 min 53 s     |
| 3    | Toby Price           | KTM              | 43 h 29 min 02 s | +23 min 01 s     |
| 4    | Antoine Méo          | KTM              | 43 h 53 min 29 s | +47 min 28 s     |
| 5    | Gerard Farrés        | Himoinsa         | 44 h 07 min 05 s | +1 h 01 min 44 s |
| 6    | Johnny Aubert        | Gas Gas          | 44 h 59 min 54 s | + h 53 min 53 s  |
| 7    | Oriol Mena           | Hero Speed Brain | 45 h 28 min 53 s | +2 h 22 min 52 s |
| 8    | Pablo Quintanilla    | Husqvarna        | 45 h 30 min 06 s | +2 h 24 min 05 s |
| 9    | Daniel Oliveras      | Himoinsa         | 45 h 43 min 21 s | +2 h 37 min 20 s |
| 10   | José Ignacio Cornejo | Honda            | 45 h 48 min 37 s | +2 h 42 min 36 s |

### Autos
| Pos. | Pilote               | Copilote           | Constructeur | Temps            | Écart            |
| ---- | -------------------- | ------------------ | ------------ | ---------------- | ---------------- |
| 1    | Carlos Sainz         | Lucas Cruz         | Peugeot      | 49 h 16 min 18 s | —                |
| 2    | Nasser Al-Attiyah    | Mathieu Baumel     | Toyota       | 49 h 59 min 58 s | +43 min 40 s     |
| 3    | Giniel de Villiers   | Dirk von Zitzewitz | Toyota       | 50 h 32 min 59 s | +1 h 16 min 41 s |
| 4    | Stéphane Peterhansel | Jean-Paul Cottret  | Peugeot      | 50 h 41 min 47 s | +1 h 25 min 29 s |
| 5    | Jakub Przygoński     | Tom Colsoul        | Mini         | 52 h 01 min 42 s | +2 h 45 min 24 s |
| 6    | Khalid Al Qassimi    | Xavier Panseri     | Peugeot      | 53 h 37 min 16 s | +4 h 20 min 58 s |
| 7    | Martin Prokop        | Jan Tománek        | Ford         | 56 h 37 min 07 s | +7 h 20 min 49 s |
| 8    | Peter van Merksteijn | Maciej Marton      | Toyota       | 56 h 57 min 46 s | +7 h 41 min 28 s |
| 9    | Sebastián Halpern    | Edu Pulenta        | Toyota       | 58 h 24 min 28 s | +9 h 08 min 10 s |
| 10   | Lucio Álvarez        | Robert Howie       | Toyota       | 58 h 35 min 04 s | +9 h 18 min 46 s |

### Quads
| Pos. | Pilote                  | Constructeur | Temps            | Écart            |
| ---- | ----------------------- | ------------ | ---------------- | ---------------- |
| 1    | Ignacio Casale          | Yamaha Quads | 53 h 47 min 04 s | —                |
| 2    | Nicolás Cavigliasso     | Yamaha Quads | 55 h 25 min 56 s | +1 h 38 min 52 s |
| 3    | Jeremías González       | Yamaha Quads | 55 h 55 min 18 s | +2 h 08 min 14 s |
| 4    | Marcelo Medeiros        | Yamaha Quads | 58 h 17 min 04 s | +4 h 30 min 00 s |
| 5    | Alexis Hernández        | Yamaha Quads | 58 h 25 min 57 s | +4 h 38 min 53 s |
| 6    | Dmitry Shilov           | Yamaha Quads | 60 h 32 min 01 s | +6 h 44 min 57 s |
| 7    | Nelson Sanabria Galeano | Yamaha Quads | 61 h 00 min 00 s | +7 h 12 min 56 s |
| 8    | Kees Koolen             | Barren Racer | 62 h 12 min 02 s | +8 h 24 min 58 s |
| 9    | Axel Dutrie             | Yamaha Quads | 62 h 17 min 26 s | +8 h 30 min 22 s |
| 10   | Giuliano Giordana       | Yamaha Quads | 63 h 05 min 29 s | +9 h 18 min 25 s |

### Camions
| Pos. | Pilote                | Copilote / Mécanicien                | Constructeur | Temps            | Écart             |
| ---- | --------------------- | ------------------------------------ | ------------ | ---------------- | ----------------- |
| 1    | Eduard Nikolaev       | Evgeny Yakovlev Vladimir Rybakov     | KamAZ        | 54 h 57 min 37 s | —                 |
| 2    | Siarhei Viazovich     | Pavel Harnain Andrei Zhyhulin        | MAZ          | 58 h 54 min 54 s | +3 h 57 min 17 s  |
| 3    | Ayrat Mardeev         | Aydar Belyaev Dmitriy Svistunov      | KamAZ        | 60 h 20 min 11 s | +5 h 22 min 34 s  |
| 4    | Artur Ardavichus      | Serge Bruynkens Michel Huisman       | IVECO        | 61 h 35 min 59 s | +6 h 38 min 22 s  |
| 5    | Martin Macik          | František Tomášek Michal Mrkva       | LIAZ         | 62 h 56 min 22 s | +7 h 58 min 45 s  |
| 6    | Teruhito Sugawara     | Mitsugu Takahashi                    | HINO         | 63 h 07 min 53 s | +8 h 10 min 16 s  |
| 7    | Gert Huznik           | Rob Buursen Martin Roesink           | Renault      | 64 h 17 min 00 s | +9 h 19 min 23 s  |
| 8    | Ton van Genugten      | Bernard Der Kinderen Peter Willemsen | IVECO        | 64 h 22 min 31 s | +9 h 24 min 54 s  |
| 9    | Maurik Van den Heuvel | Wilko Van Oort Martijn van Rooij     | Scania       | 64 h 52 min 42 s | +9 h 55 min 05 s  |
| 10   | Dmitry Sotnikov       | Ruslan Akhmadeev Igor Leonov         | KamAZ        | 65 h 01 min 24 s | +10 h 03 min 47 s |

### SSV
| Pos. | Pilote            | Copilote            | Constructeur | Temps             | Écart              |
| ---- | ----------------- | ------------------- | ------------ | ----------------- | ------------------ |
| 1    | Reinaldo Varela   | Gustavo Gugelmin    | Can-Am       | 72 h 44 min 06 s  | —                  |
| 2    | Patrice Garrouste | Steven Griener      | Polaris      | 73 h 41 min 43 s  | +57 min 37 s       |
| 3    | Claude Fournier   | Szymon Gospodarczyk | Polaris      | 82 h 53 min 31 s  | +10 h 09 min 25 s  |
| 4    | José Peña Campos  | Rafael Tornabell    | Polaris      | 82 h 57 min 26 s  | +10 h 13 min 20 s  |
| 5    | Camélia Liparoti  | Manuel Lucchese     | Yamaha UTVS  | 100 h 38 min 21 s | +27 h 54 min 15 s  |
| 6    | Leo Larrauri      | Fernando Imperatice | Can-Am       | 205 h 04 min 18 s | +132 h 20 min 12 s |

## Vainqueurs des différentes sous-catégories et trophées
- Moto
  - Elite :  Matthias Walkner (KTM)
  - Super Production : Non-attribué
  - Marathon :  Maurizio Gerini (Husqvarna)
  - Challenge première participation :  Oriol Mena (Hero)
  - Classement féminin :  Laia Sanz (KTM)
  - Malles-moto :  Olivier Pain (KTM)
- Quad
  - 2 roues motrices :  Ignacio Casale (Yamaha)
  - 4 roues motrices :  Kamil Wisniewski (Can-Am)
- Auto
  - Voitures modifiées 4 roues motrices essence :  Nasser al-Attiyah -  Mathieu Baumel (Toyota)
  - Voitures modifiées 4 roues motrices diesel :  Jakub Przygoński -  Tom Colsoul (Mini)
  - Voitures modifiées 2 roues motrices essence :  Eric Bernard -  Alexandre Vigneau (Buggy Sodicar)
  - Voitures modifiées 2 roues motrices diesel :  Carlos Sainz -  Lucas Cruz (Peugeot)
  - Voitures de série essence : Non-attribué
  - Voitures de série diesel :  Akira Miura -  Laurent Lichtleuchter (Toyota)
  - Voitures électriques : Non-attribué
  - Voitures du règlement Score international :  Tim Coronel -  Tom Coronel (Jefferies Dakar Buggy)
  - Voitures 4 roues motrices de plus de 2,8 tonnes et de moins de 2,20 mètres de large : Non-attribué
  - Voitures modifiées + de 1 050 cm3 légères : Non-attribué
  - Voitures modifiées + de 1 050 cm3 légères essence : Non-attribué
  - Voitures modifiées + de 1 050 cm3 légères avec moteur de moto : Non-attribué
  - Equipage 100% féminin : Non-attribué
  - Challenge première participation :  Hennie de Klerk -  Gerhardt Schutte (Volkswagen)
  - Solo : Non-attribué
- SSV
  - SxS :  Reinaldo Varela -  Gustavo Gugelmin (Can-Am)
- Camion
  - Camions de série :  Dave Ingels -  Michal Wrzos -  Kurt Keysers (Man)
  - Camions modifiés :  Eduard Nikolaev -  Evgeny Yakovlev -  Vladimir Rybakov (Kamaz)
  - Camions d'assistance : Non-attribué
  - Challenge moins de 10 litres :  Teruhito Sugawara -  Mitsugu Takahashi (Hino)
  - Challenge 6x6 :  Dave Ingels -  Michal Wrzos -  Kurt Keysers (Man)